# Medaille voor het Diamanten Jubileum van Koningin Victoria
De Medaille voor het Diamanten Jubileum van Koningin Victoria (Engels: Diamond Jubilee Medal) werd in 1897 ingesteld ten tijde van de feestelijkheden voor het 60-jarig regeringsjubileum van Victoria van het Verenigd Koninkrijk.
Op de voorzijde is koningin Victoria als weduwe, met sluier, afgebeeld. Het rondschrift luidt VICTORIA D.G. REGINA ET IMPERATRIX F.D. De koningin draagt op het portret waarop zij als oudere vrouw is afgebeeld een kleine, voor haar vervaardigde, beugelkroon. Op de keerzijde staat binnen een met de keizerlijke kroon bedekte krans van rozen, klaver en distels (de nationale bloemen van Engeland, Ierland en Schotland) de tekst IN COMMEMORATION OF THE 60TH YEAR OF THE REIGN OF QUEEN VICTORIA 20 JUNE 1897.
Het zijden lint is blauw met twee brede witte strepen. De 30 millimeter brede ronde zilveren medaille werd door de medailleur Clement Emptmeyer gesneden. De medailleur signeerde de door de Britse Royal Mint geslagen medaille onder de afsnijding van de kop met Clement Emptmeyer F.
Diegenen die de in 1887 verleende Medaille voor het Gouden Jubileum van Koningin Victoria al bezaten ontvingen geen tweede jubileummedaille. In plaats daarvan kregen zij een zilveren gesp die op het lint van de medaille uit 1887 werd geschoven.